# أندريا (اسم)
أندريا (بالإنجليزية: Andrea)‏ هو اسم علم شخصي للإناث والذكور يستعمل في الغرب، ويعتبر من أكثر الأسماء شيوعاً في إيطاليا، ويعتبر اسم مقدس عند المسيحيين نسبة للقديس أندراوس أحد تلاميذ المسيح والذي اشتُق منه الاسم، ويعني الرجل في اللغة اليونانية القديمة.

## الشخصيات

### ذكور
- أندريا بيرلو لاعب كرة قدم إيطالي
- أندريا بولاك سباح ألماني
- أندريا بارزالي لاعب كرة قدم إيطالي
- أندريا أنييلي رجل أعمال إيطالي
- أندريا أليكسي نحات ألباني
- أندريا أنتونيلي متسابق دراجات نارية إيطالي
- أندريا بونومي لاعب كرة قدم إيطالي
- أندريا بولي لاعب كرة قدم إيطالي
- أندريا بالاديو معماري إيطالي
- أندريا بيرتولاتشي لاعب كرة قدم إيطالي
- أندريا بوتشيلي مغني إيطالي
- أندريا بارغناني لاعب كرة سلة إيطالي
- أندريا بيزانو نحات إيطالي
- أندريا دوسينا لاعب كرة قدم إيطالي
- أندريا دوريا بحار إيطالي
- أندريا دل فروكيو رسام ونحات إيطالي
- أندريا دوفيزيوسو متسابق دراجات نارية إيطالي
- أندريا دي سيساريس متسابق دراجات نارية إيطالي
- أندريا ديل سارتو رسام إيطالي
- أندريا ديليباشيتش لاعب كرة قدم مونتينيغري
- أندريا ديل كاستانيو رسام إيطالي
- أندريا راجي لاعب كرة قدم إيطالي
- أندريا رانوكيا لاعب كرة قدم إيطالي
- أندريا ستراماتشوني لاعب ومدرب كرة قدم إيطالي
- أندريا سينسياريني لاعب كرة سلة إيطالي
- أندريا كودا لاعب كرة قدم إيطالي
- أندريا كوسو لاعب كرة قدم إيطالي
- أندريا كوستا سياسي إيطالي
- أندريا كاسيراجي أمير موناكي
- أندريا موهوروفيشيك عالم أرض كرواتي
- أندريا مانتينيا رسام ونحات إيطالي
- أندريا يانوني متسابق دراجات نارية إيطالي

### إناث
- أندريا أندرس ممثلة أمريكية
- أندريا أوسفارت ممثلة وعارضة أزياء مجرية
- أندريا باربر ممثلة أمريكية
- أندريا بيتكوفيتش لاعب كرة مضرب ألمانية صربية بوسنية
- أندريا ديل بوكا ممثلة أرجنتينية إيطالية
- أندريا ريسبوروج ممثلة إنجليزية
- أندريا سافيج ممثلة أمريكية
- أندريا فوينتيس سباحة متزامنة إسبانية
- أندريا ناليس سياسية ألمانية
- أندريا هلافسكوفا لاعبة كرة مضرب تشيكية
- أندريا هينكل لاعبة بياثلون ألمانية